# Le cinque nazioni
Le cinque nazioni (in lingua originale "The Five Nations") è una raccolta di poesie dello scrittore e poeta inglese Rudyard Kipling, pubblicata per la prima volta nel 1903 sia nel Regno Unito che negli Stati Uniti.
Il titolo si riferisce ai cinque domini autonomi dell'Impero britannico all'epoca (Canada, Australia, Nuova Zelanda, Sudafrica e le isole britanniche). Le poesie esplorano temi come il patriottismo, l'imperialismo, la guerra anglo-boera e la situazione dei soldati di ritorno dalle spedizioni in Africa. È considerata una delle opere più significative per comprendere la mentalità imperiale britannica dell'inizio del XX secolo. Alcune delle poesie erano nuove, altre erano già state pubblicate in precedenza, talvolta in versioni diverse.

## Struttura
La raccolta è divisa in due sezioni principali. La prima, senza un titolo specifico, include poesie riguardanti una vasta gamma di argomenti, mentre la seconda, intitolata "Service Songs", si concentra sulle esperienze dei soldati britannici. Molte delle poesie hanno temi militari, spesso legati alla Seconda Guerra Boera (1899-1902), che si era appena conclusa al momento della pubblicazione del libro. Alcune poesie celebri contenute nella raccolta includono "The White Man's Burden" (il Fardello dell'Uomo Bianco), "Boots" e "Recessional".